# Pétronille de Chacenay
Pétronille de Chacenay (née vers 1110, † après 1165) est comtesse de Bar-sur-Seine en Champagne. Elle est la fille de Anséric II de Chacenay et de Hombeline (famille d'origine inconnue).

## Biographie
Elle devient comtesse de Bar-sur-Seine par son mariage avec Gui Ier de Bar-sur-Seine.
Elle administre le comté de Bar-sur-Seine après la mort de son époux, son fils Milon III, héritier légitime du comté, étant alors en Terre-Sainte avec Henri Ier, Comte de Champagne.
Après la mort de son fils Milon III, elle administre une seconde fois le comté de Bar-sur-Seine pendant la minorité de Manassès, son fils survivant alors le plus âgé.

## Mariage et enfants
Elle épouse Gui Ier de Bar-sur-Seine, fils de Milon II, comte de Bar-sur-Seine, et de Mathilde de Noyers. Ils eurent plusieurs enfants connus :
- Milon III de Bar-sur-Seine, qui succède à son père ;
- Guillaume de Bar-sur-Seine, probablement mort jeune (avant 1151) et sans descendance[2] ;
- Gui de Bar-sur-Seine, probablement mort jeune (avant 1151) et sans descendance[2] ;
- Manassès de Bar-sur-Seine, qui succède à son frère ;
- Thibaut de Bar-sur-Seine, seigneur de Champlost, qui épouse Marguerite de Chacenay (fille de Jacques Ier de Chacenay et de Agnès de Brienne), dont il a deux filles : Pétronille de Bar-sur-Seine (épouse de Gui de Chappes, seigneur de Jully) et Agnès de Bar-sur-Seine (épouse de Philippe, seigneur de Plancy) ;
- Ermesinde de Bar-sur-Seine, qui épouse Anseau II de Traînel puis Thiébaut Ier de Bar.

## Sources
- Marie Henry d'Arbois de Jubainville, Histoire des Ducs et Comtes de Champagne, 1865.
- Lucien Coutant, Histoire de la ville et de l'ancien comté de Bar-sur-Seine, 1854.